# امامزاده محمد شعیب
امامزاده محمد شعیب مربوط به اوایل دوره قاجار است و در شهرستان شمیرانات، روستای کند سفلی واقع شده و این اثر در تاریخ ۱ مهر ۱۳۸۲ با شمارهٔ ثبت ۱۰۳۷۹ به‌عنوان یکی از آثار ملی ایران به ثبت رسیده است.